# Trakija (rimska provinca)
Trakija (latinsko Provincia Thracia, grško Θρᾴκη, latinizirano: Thrakē, uradno grško ἐπαρχία Θρᾳκῶν, latinizirano: Éparhía Thrakōn), provinca Rimskega cesarstva. Ustanovljena je bila leta 46 s priključitvijo odvisnega  tračanskega Odriškega kraljestva k Rimskemu cesarstvu na ukaz cesarja Klavdija. 

## Obdobje principata
Tračansko Odriško kraljestvo je okoli leta 20 pr. n. št. postalo od Rima odvisna država, medtem ko so grške mestne države ob Črnem morju prišle pod neposredno rimsko oblast, najprej kot zavezniška mesta z notranjo avtonomijo (civitates foederatae). Po smrti tračanskega kralja Remetalka III. leta 46 in neuspešnemu uporu proti Rimu je bilo kraljestvo priključeno k Rimskemu cesarstvu kot provinca Trakija.
Nova provinca je poleg nekdanjega Odriškega kraljestva obsegala tudi  severovzhodne dele province Makedonija in otoke Tasos, Samotraka in Imbros v Egejskem morju. Na severu je mejila na provinco Spodnjo Mezijo. Meja z njo je na začetku potekala severno od  gorovja Haemus (Stara planina ali Balkan), tako da sta v provinco spadali tudi mesti Nicopolis ad Istrum in Marcianopolis (sedanja Devnja v  Bolgariji), proti koncu 2. stoletja pa se je meja pomaknila proti jugu na gorovje  Haemus. Trakijski Herson (sedanji [Galipoli (polotok)|[polotok Galipoli]]) je bil izključen iz guvernerjeve pristojnosti in je postal del cesarjevih osebnih  posesti. Prvo upravno središče province je bila Perintska Herakleja (sedanji Marmara Ereğlisi v Turčiji).
Trakija je bila cesarska provinca, ki jo je na začetku upravljal prokurator, po letu 107 ali 109 pa cesarjev  legat (legatus Augusti pro praetore). Notranji ustroj starega tračanskega kraljestva se je kljub temu ohranil in se je samo delno zamenjal z rimskimi institucijami. "Generalstva" (grško: strategiai), ki so temeljila na starih plemenskih osnovah in so jih vodili "generali" (grško: strategos), so se obdržala kot glavne upravne enote, medtem ko so se vasi združevale v vaška poglavarstva (grško: kōmarchiai)  ali so bile podrejene bližnjim mestom.  Rimski koloniji Claudia Aprensis in Flavia Pacis Deueltensium in več grških mest, med njimi je nekatera ustanovil Trajan,  so bili izločeni iz province. Sredi 1. stoletja je bilo v provinci okoli petdeset strategiai, s širitvijo mest in njim pripadajočega ozemlja pa se je njihovo število postopoma zmanjšalo. Na začetku 2. stoletja je njihovo število padlo na štirinajst, okoli leta 136 pa so jih kot uradne upravne enote povsem razpustili.
Trakija je bila notranja provinca, daleč od meja cesarstva, zato je bila mirna in cvetoča vse do krize tretjega stoletja, ko so jo začeli stalno napadati Goti z druge strani  Donave. Med vojnimi pohodi proti Gotom je bil v bitki pri Abritu junija 251 ubit rimski cesar Decij. Trakija je še posebno trpela med gotskimi plenilskimi pohodi z morja v letih 268-270 in šele leta 271 je cesarju Avrelijanu uspelo za nekaj časa zagotoviti mir v balkanskih provincah.

## Pozna antika
Med Dioklecijanovimi upravnimi reformami je bilo tračansko ozemlje razdeljeno na štiri manjše province: Trakijo, Hemimont, Rodope in Evropo.  Nova provinca Trakija je obsegala severozahodni del prejšnje province, se pravi gornjo dolino reke Hebrus med Staro planino in Rodopi, vključno z mestom Filipopolis, ki je na začetku 3. stoletja postal glavno mesto province. Upravljal jo je guverner ranga consularis. Štiri tračanske province so skupaj dvema provincama Spodnje Mezije tvorile diocezo Trakijo, ki je spadala v prefekturo Vzhod. Vojaško je bila cela regija pod poveljstvom magista militum Trakije (magister militum per Thracias).

## Vir
- P. Soustal (1991), Tabula Imperii Byzantini, 6. zvezek: Thrakien (Thrakē, Rodopē und Haimimontos), Dunaj, Verlag der Österreichischen Akademie der Wissenschaften, ISBN 3-7001-1898-8.